# Ekonomika s vysokými příjmy
Ekonomika s vysokými příjmy je definována Světovou bankou jako země s hrubým národním produktem na obyvatele 14 005 USD v roce 2023, nebo vyšším. Údaj se počítá pomocí Atlasovy metody.
Výraz „s vysokými příjmy“ se často zaměňuje s pojmy „první svět“ a „rozvinutá země“, technické definice těchto pojmů se však liší. Například, termín „první svět“ běžně označuje země, které byly během studené války na straně USA a NATO. 
Několik institucí, jako je Central Intelligence Agency (CIA) nebo Mezinárodní měnový fond (MMF), zohledňuje při klasifikaci zemí jako „rozvinutých“ nebo „vyspělých ekonomik“ i jiné faktory než jen vysoký příjem na obyvatele. Podle OSN mohou být například některé země s vysokými příjmy také rozvojovými zeměmi. Takto klasifikovány jsou například země GCC. 
Přestože je Vatikán suverénním státem, Světová banka jej podle této definice neklasifikuje.

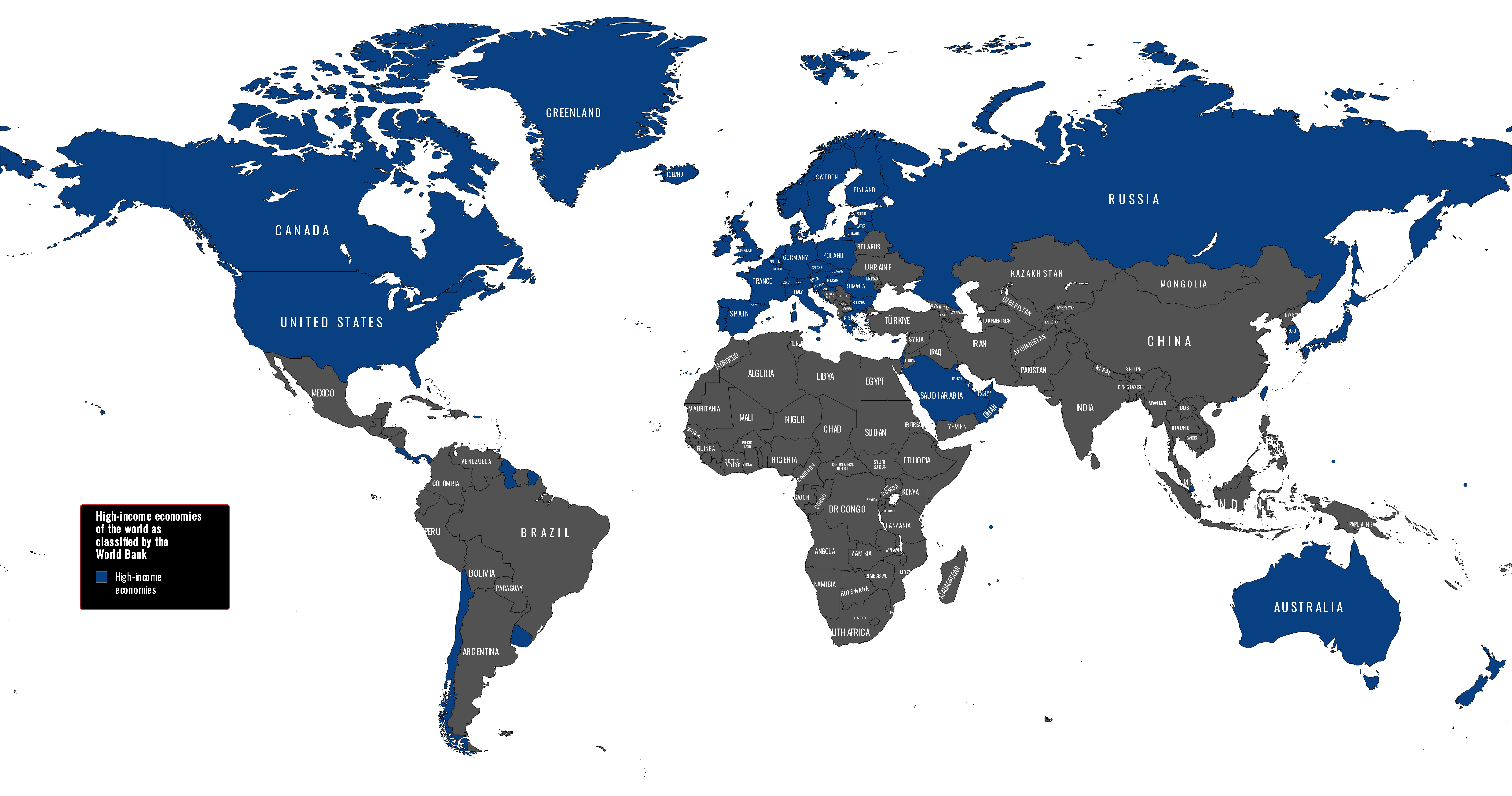
Mapa vysokopříjmových ekonomik Světové banky k roku 2023

## Seznam ekonomik s vysokými příjmy (ve fiskálním roce 2024)
Podle Světové banky je následujících 86 zemí (včetně teritorií) klasifikováno jako „ekonomiky s vysokými příjmy“. V závorkách je uveden rok (roky), během kterého byly takto klasifikovány; klasifikace začala v roce 1987. K fiskálnímu roku 2024 jsou vysokopříjmové ekonomiky ty, které měly v roce 2023 HND na hlavu 14 005 USD nebo více.

### Členové OSN s vysokými příjmy
- Andorra (1990–dosud)
- Antigua a Barbuda (2002, 2005–08, 2012–dosud)
- Austrálie (1987–dosud)
- Bahamy (1987–dosud)
- Bahrajn (1987–89, 2001–dosud)
- Barbados (1989, 2000, 2002, 2006–dosud)
- Belgie (1987–dosud)
- Brunej (1987, 1990–dosud)
- Bulharsko (2023–dosud)
- Chile (2012–dosud)
- Chorvatsko (2008–2015, 2017–dosud)
- Česko (2006–dosud)
- Dánsko (1987–dosud)
- Estonsko (2006–dosud)
- Finsko (1987–dosud)
- Francie (1987–dosud)
- Guyana (2022–dosud)
- Irsko (1987–dosud)
- Island (1987–dosud)
- Itálie (1987–dosud)
- Izrael (1987–dosud)
- Japonsko (1987–dosud)
- Jižní Korea (1993–1997, 1999–dosud)
- Kanada (1987–dosud)
- Katar (1987–dosud)
- Kuvajt (1987–dosud)
- Kypr (1988–dosud)
- Lichtenštejnsko (1994–dosud)
- Litva (2012–dosud)
- Lotyšsko (2009, 2012–dosud)
- Lucembursko (1987–dosud)
- Maďarsko (2007–11, 2014–dosud)
- Malta (1989, 1998, 2000, 2002–dosud)
- Monako (1994–dosud)
- Nauru (2015, 2019–dosud)
- Německo (1987–dosud)
- Nizozemsko (1987–dosud)
- Norsko (1987–dosud)
- Nový Zéland (1987–dosud)
- Omán (2007–současnost)
- Palau (2016–2020, 2023–dosud)
- Panama (2017–19, 2021–dosud)
- Polsko (2009–dosud)
- Portugalsko (1994–dosud)
- Rakousko (1987–dosud)
- Rumunsko (2019, 2021–dosud)
- Rusko (2012–2014, 2023–dosud)
- Řecko (1996–dosud)
- San Marino (1991–1993, 2000–dosud)
- Saúdská Arábie (1987–89, 2004–dosud)
- Seychely (2014–dosud)
- Singapur (1987–dosud)
- Slovensko (2007–dosud)
- Slovinsko (1997–dosud)
- Spojené arabské emiráty (1987–dosud)
- Svatý Kryštof a Nevis (2012–dosud)
- Španělsko (1987–dosud)
- Švédsko (1987–dosud)
- Švýcarsko (1987–dosud)
- Trinidad a Tobago (2006–dosud)
- Uruguay (2012–dosud)
- USA (1987–dosud)
- Velká Británie (1987–dosud)

### Nečlenové OSN s vysokými příjmy
- Americká Samoa (1987–1989, 2022–dosud)
- Americké Panenské ostrovy (1987–dosud)
- Aruba (1987–90, 1994–dosud)
- Bermudy (1987–dosud)
- Britské Panenské ostrovy (2015–dosud)
- Curaçao (1994–dosud)
- Faerské ostrovy (1987–dosud)
- Francouzská Polynésie (1990–dosud)
- Gibraltar (2009–10, 2015–dosud)
- Grónsko (1987–dosud)
- Guam (1987–89, 1995–dosud)
- Hong Kong (1987–dosud)
- Kajmanské ostrovy (1993–dosud)
- Macao (1994–dosud)
- /Normanské ostrovy (1987–dosud)
- Nová Kaledonie (1995–dosud)
- Ostrov Man (1987–89, 2002–dosud)
- Turks a Caicos (2009–dosud)
- Portoriko (1989, 2002–dosud)
- Severní Mariany (1995–2001, 2007–dosud)
- Sint Maarten (1994–dosud)
- Svatý Martin (2010–dosud)
- Tchaj-wan (1988–dosud)

### Bývalé ekonomiky s vysokými příjmy
Rok(y), během něhož tuto klasifikaci zastávaly, jsou uvedeny v závorkách. 
- Argentina (2014, 2017)
- Mauricius (2019)
- Mayotte (1990)
- Nizozemské Antily (1994–2009)
- Rovníková Guinea (2007–14)
- Venezuela (2014)